# Stolzalpe (Gemeinde Murau)
Stolzalpe ist ein Ort mit 32 Einwohnern (Stand: 1. Jänner 2022) im Oberen Murtal in der Steiermark wie auch Ortschaft und Katastralgemeinde der Stadtgemeinde Murau im Bezirk Murau.
Stolzalpe war bis 2014 selbständige Gemeinde und wurde dann mit der Stadt Murau vereinigt.

## Geografie

### Lage und Landschaft
Die Rotte Stolzalpe befindet sich direkt nordöstlich oberhalb von Murau, etwa 200 Meter über dem Ort auf um die 1200 m ü. A. Höhe, an der Südwestflanke des Stolzalpenmassivs. Sie umfasst knapp 40 Gebäude, darunter die Anlagen des Landes-Krankenhaus Stolzalpe und die Sportplatzsiedlung.
Die Katastralgemeinde Stolzalpe umfasst mit 1184 Hektar über 120 Adressen. Davon sind etwa 80 Adressen Stolzalpe für die Höhenlagen, mitsamt der Merbachsiedlung nordwestlich beim Ort, den zerstreuten Häusern Sauwinkel über der Mur, und den Häusern Planitzen über dem Rantental. Zum Katastralgebiet gehören auch noch die Rantenbach-linksufrigen Tallagen über 3½ Kilometer einwärts, insbesondere die Siedlungen direkt bei der Stadt, Mühlengasse, Hagersiedlung, Stolzalpensiedlung, Albert-Sacherer-Siedlung und Am Hammer.
Das Katastralgebiet erstreckt sich noch bis zur Stolzalpen-Kapelle knapp unterhalb des Stolzalpengipfels (1817 m ü. A.), der damit nicht in der Gemeinde Murau liegt.
Der Ort gilt als einer der sonnenreichsten Orte der Steiermark.

### Nachbarorte, -ortschaften und -katastralgemeinden
| Rinegg (O u. KG, Gem. Ranten) Planitzen Merbachsiedlung |                                             | Althofen (O u. KG, Gem. St. Peter a. Kbg.) |
|                                                         | Kompassrose, die auf Nachbargemeinden zeigt | Triebendorf (O u. KG) Sauwinkel            |
| Murau (O u. KG) ∗                                       | Sankt Egidi (O, KG Egidi)                   |                                            |

∗ Die direkt benachbarten Siedlungslagen am Bergfuß dort sind Stolzalpensiedlung und Albert-Sacherer-Siedlung; die KG Murau zieht sich ebenfalls weit taleinwärts.

## Geschichte
Um 1080 erfolgte die erste urkundliche Erwähnung der Stolzalpe.

### Gemeinde Stolzalpe
Die Ortsgemeinde als autonome Körperschaft entstand 1850.
1920 bzw. 1924 wurden zwei „Sonnenheime“ der Tuberkuloseheilstätte Stolzalpe eingerichtet. Nach dem Anschluss Österreichs 1938 kam die Gemeinde zum Reichsgau Steiermark, 1945 bis 1955 war sie Teil der britischen Besatzungszone in Österreich.
Stolzalpe war bis 31. Dezember 2014 selbständige Gemeinde, mit zuletzt 449 Einwohnern (Stand: 31. Oktober 2013). Mit 1. Jänner 2015 wurde sie im Rahmen der Gemeindestrukturreform in der Steiermark mit den vordem ebenfalls selbständigen Gemeinden Laßnitz bei Murau und Triebendorf der Gemeinde Murau angeschlossen.
Die Gemeinde bestand aus nur einer Ortschaft und Katastralgemeinde.
An die Gemeinde Stolzalpe grenzten seinerzeit die Gemeinden Rinegg, St. Peter am Kammersberg, Triebendorf, Laßnitz bei Murau und Murau (im Norden beginnend im Uhrzeigersinn).
Bürgermeister war zuletzt bis 31. Dezember 2014 Wolfgang Hager (SPÖ). Der mit 31. Dezember 2014 ebenfalls aufgelöste Gemeinderat setzte sich nach den Wahlen von 2010 wie folgt zusammen: 5 SPÖ, 3 ÖVP, 1 FPÖ
| | Gemeindewappen |
| | Blasonierung: „Im von Blau und Silber geteilten Schild oben eine goldene flammenstrahlende Sonne, unten zwei schwarze Schrägrechtsbalken.“ |
| Wappenbegründung: Die Sonne im Wappen weist auf die Sonnenheilstätten auf der Stolzalpe hin, das untere Feld nimmt Bezug auf die Herren von Liechtenstein zu Murau, die einst die Herren dieses Gebietes waren. Das Wappen war 25. September 1972 (mit Wirkung vom 1. Jänner 1973, LGB1. 1972, 21. Stück, Nr. 134) verliehen worden. Mit der Gemeindevereinigung wurde es hinfällig. | |

## Infrastruktur und Sehenswürdigkeiten

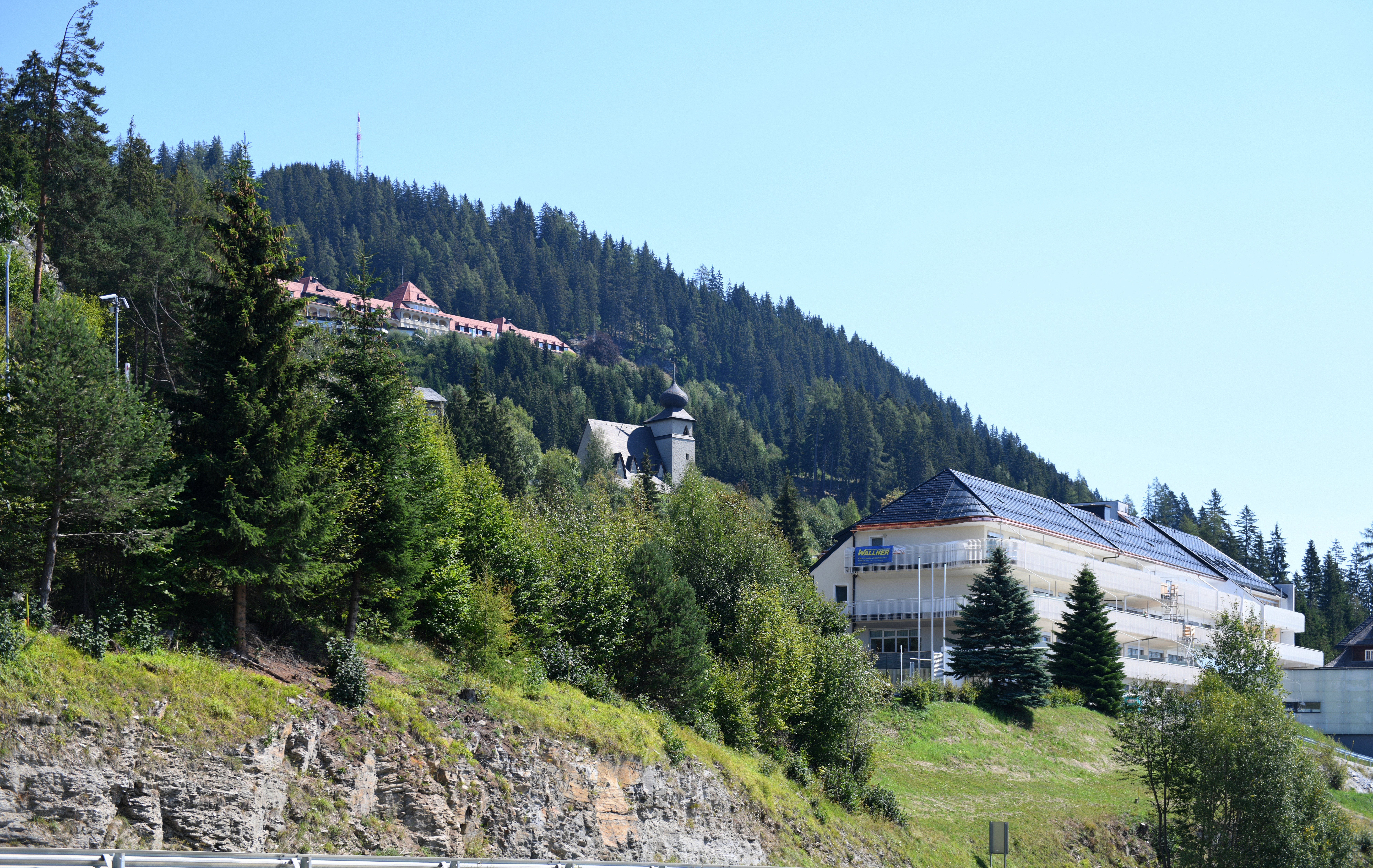
Die Häuser 1 (rechts) und 2 (links) des LKH Stolzalpe, dazwischen die Erlöserkapelle

Eine wichtige wirtschaftliche Rolle spielen neben dem Tourismus das ehemalige Allgemeine und Orthopädische Landeskrankenhaus Stolzalpe und die Gesundheits- und Krankenpflegeschule Stolzalpe. Das Klinikum gehört heute zum Landeskrankenhaus Murtal.
Im Haus 2 des LKH Stolzalpe wurde ab 2002 von der Klinik Judendorf-Straßengel GmbH in Gratwein-Straßengel ein Rehabilitationszentrum für Orthopädie und Neuroorthopädie mit Schwerpunkt in der Nachbehandlung von orthopädischen Erkrankungen und Operationen betrieben (Rehabilitationszentrum Stolzalpe). Diese Kliniken gehören heute organisatorisch getrennt zur 1999 gegründeten Mare-Gruppe (Bad Radkersburg, Kurzentrum).
Beide Häuser und die Krankenpflegeschule (beim Haus 1) stehen unter Denkmalschutz. Weitere Denkmalobjekte sind die Krankenhauskirche, die Messkapelle zum Hlgst. Erlöser; die Ärztevilla beim Haus 2; und die Gesundheitswerkstätte (ehemaliges Gehöft vulgo Hillberger).
Beim Jocklbauer in Planitzen steht eine ebenfalls denkmalgeschützte Hofkapelle.
Hier befindet sich auch der Sender Murau-Stolzalpe, auf der Anhöhe östlich über dem Ort.